# Kanton Mortagne-sur-Sèvre
Der Kanton Mortagne-sur-Sèvre ist seit 1790 ein französischer Wahlkreis im Arrondissement La Roche-sur-Yon, im Département Vendée und in der Region Pays de la Loire; sein Hauptort ist Mortagne-sur-Sèvre.

## Gemeinden
Der Kanton besteht aus 14 Gemeinden mit insgesamt 49.270 Einwohnern (Stand: 1. Januar 2022) auf einer Gesamtfläche von 469,81 km²:
| Gemeinde                  | Einwohner 1. Januar 2022 | Fläche km² | Dichte Einw./km² | Code INSEE | Postleitzahl |
| ------------------------- | ------------------------ | ---------- | ---------------- | ---------- | ------------ |
| Beaurepaire               | 2.406                    | 24,19      | 99               | 85017      | 85500        |
| Chanverrie                | 5.580                    | 59,21      | 94               | 85302      | 85130, 85500 |
| Cugand-la-Bernadière      | 5.659                    | 27,77      | 204              | 85076      | 85610        |
| La Bruffière              | 4.015                    | 40,42      | 99               | 85039      | 85530        |
| La Gaubretière            | 3.223                    | 30,33      | 106              | 85097      | 85130        |
| Les Landes-Genusson       | 2.572                    | 31,33      | 82               | 85119      | 85130        |
| Mallièvre                 | 240                      | 0,20       | 1.200            | 85134      | 85590        |
| Mortagne-sur-Sèvre        | 6.065                    | 21,94      | 276              | 85151      | 85290        |
| Saint-Aubin-des-Ormeaux   | 1.382                    | 12,63      | 109              | 85198      | 85130        |
| Saint-Laurent-sur-Sèvre   | 3.613                    | 15,79      | 229              | 85238      | 85290        |
| Saint-Malô-du-Bois        | 1.619                    | 14,28      | 113              | 85240      | 85590        |
| Saint-Martin-des-Tilleuls | 1.144                    | 14,03      | 82               | 85247      | 85130        |
| Tiffauges                 | 1.556                    | 9,92       | 157              | 85293      | 85130        |
| Treize-Vents              | 1.240                    | 19,12      | 65               | 85296      | 85590        |
| Kanton Mortagne-sur-Sèvre | 40.314                   | 321,16     | 126              | 8511       | –            |

Bis zur landesweiten Neugliederung der Kantone im März 2015 bestand der Kanton Mortagne-sur-Sèvre aus den zwölf Gemeinden Chambretaud, La Gaubretière, La Verrie, Les Landes-Genusson, Mallièvre, Mortagne-sur-Sèvre, Saint-Aubin-des-Ormeaux, Saint-Laurent-sur-Sèvre, Saint-Malô-du-Bois, Saint-Martin-des-Tilleuls, Tiffauges und Treize-Vents. Sein Zuschnitt entsprach einer Fläche von 228,78 km2. Er besaß vor 2015 einen anderen INSEE-Code als heute, nämlich 8515.

## Veränderungen seit der Neuordnung der Kantone 2015
2025:
- Fusion Cugand und La Bernardière → Cugand-la-Bernardière

2019:
- Fusion Chambretaud und La Verrie → Chanverrie